# Oppidum
Oppidum (plural: oppida) är det latinska namnet på bosättningen i ett romerskt administrationscentrum.   
Julius Caesar beskrev de större järnåldersbosättningarna han erövrat i Gallien som oppida och begreppet användes för större romerska städer i väst- och centraleuropa. Många oppida utvecklades från fort men alla hade inte försvarsfunktioner. Utvecklingen av oppida var en milstolpe i urbaniseringen av kontinenten, De var de första större bosättningarna norr om Medelhavet som kunde beskrivas som städer.
Caesar påpekade att varje gallisk stam kunde ha flera oppida, men alla var inte lika viktiga, vilket kan tyda på någon form av hierarki. I erövrade länder fortsatte romarna att använda oppidaens infrastruktur för att administrera imperiet, och många av dem blev efterhand romerska städer. 
Exempel på oppida:
- Bibracte (Mont Beuvray), Frankrike
- Gergovia, Frankrike
- Alcimoennis, Tyskland
- Traprain Law, Skottland
- Ratae Corieltauvorum (Leicester), England
- Titelberg, Luxemburg